# Khomas

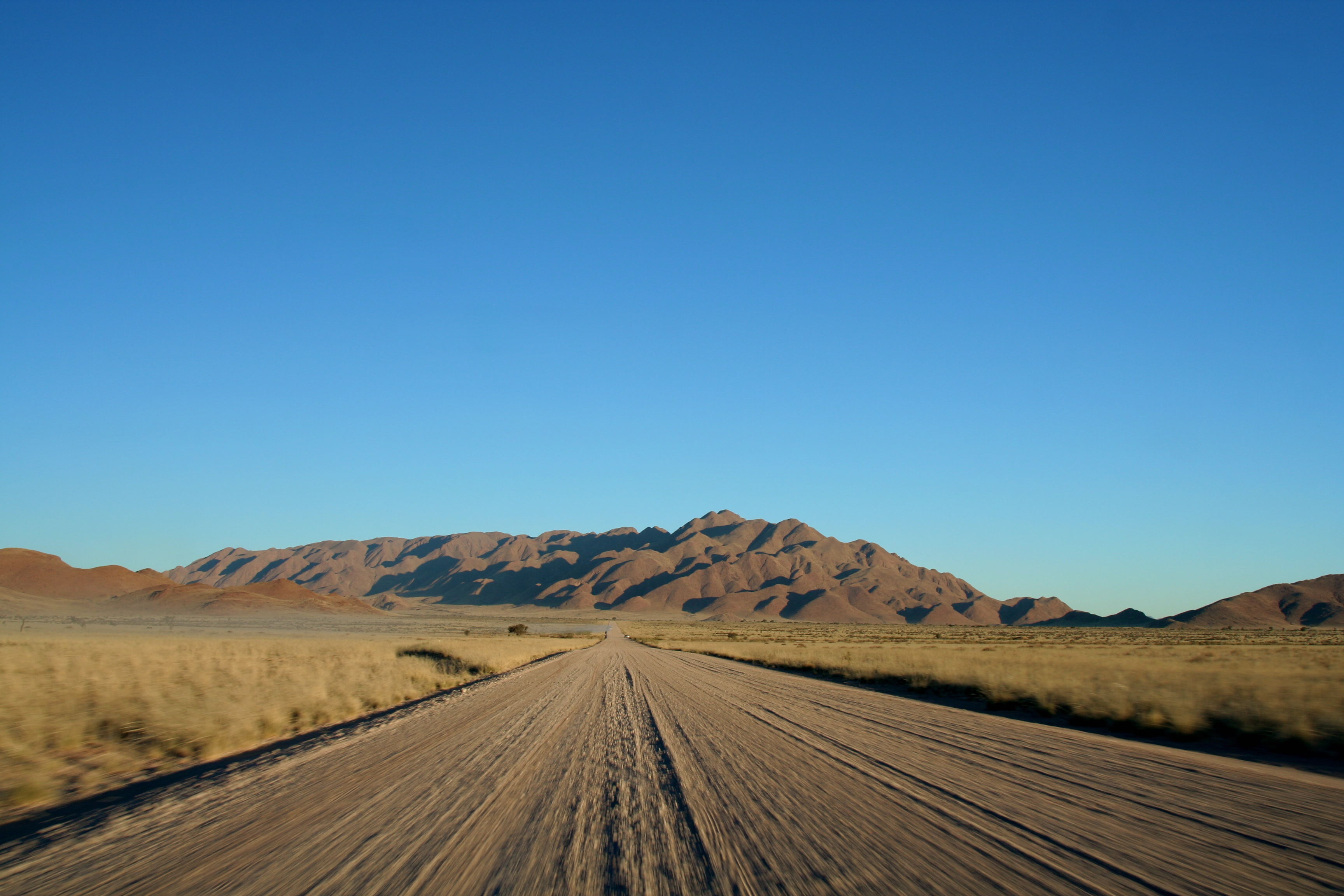
Route en direction de Solitaire.

Khomas est l'une des quatorze régions administratives de la Namibie. Sa capitale est Windhoek, qui est également la capitale du pays. La région de Khomas est située au centre géographique de la Namibie et ne possède aucune interface maritime ni aucune frontière avec un autre pays. Les blancs et les métis représentent 46,7 % de la population de Khomas.
L'allemand est parlé ou compris par 25 % de la population de la province.[réf. nécessaire]

## Subdivisions
Cette région est divisée en dix circonscriptions : 
- Samora Machel
- Tobias Hainyeko
- Moses //Garoeb
- Katutura East
- Katutura Central
- John Pandeni
- Khomasdal
- Windhoek West
- Windhoek East
- Windhoek Rural